# Teatro Español

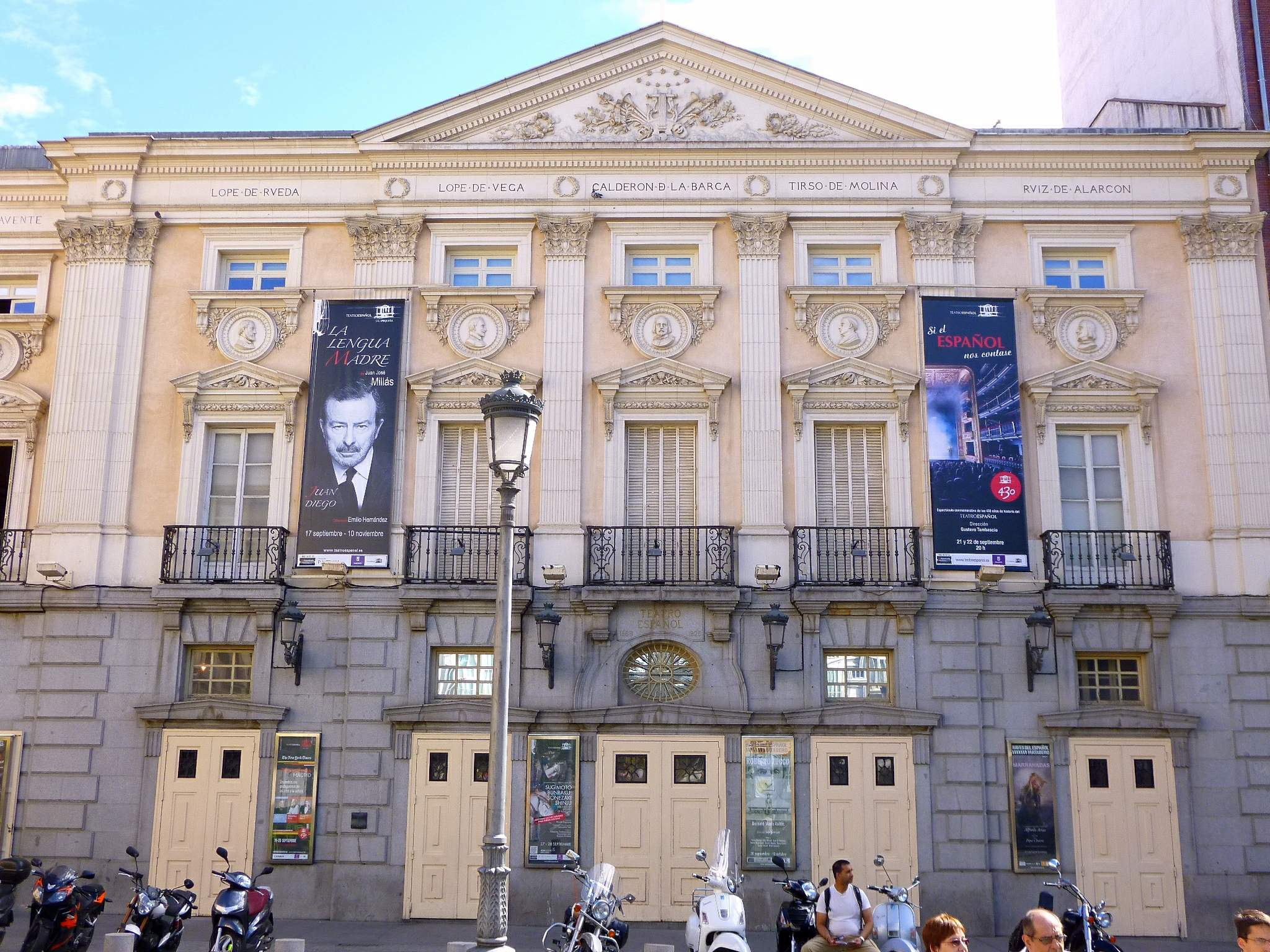
Façana del Teatro Espanyol, a la Plaça de Santa Ana. Madrid

El Teatro Español, que fins a l'any 1849 s'anomenava Teatro del Príncipe, és una sala de teatre propietat de l'Ajuntament de Madrid (Espanya). Té un aforament de 763 places i va ser construït entre els anys 1887-1895 en estil neoclàssic per l'arquitecte Román Guerrero.

## Història
L'origen de l'actual "Teatro Español" està en l'autorització decretada pel rei Felip II l'any 1565 per establir amb caràcter permanent a Madrid la confraria anomenada Cofradía de la Sagrada Pasión, que disposaria d'un espai per a la representació de comèdies. El 21 de setembre de 1583 va quedar inaugurat un teatre al carrer del Príncipe de Madrid. 32 anys més tard la confraria va vendre aquesta sala de teatre a l'Ajuntament de Madrid.
El 1745, l'arquitecte Juan Bautista Sachetti amb col·laboració amb Ventura Rodríguez, hi bastí un nou edifici i aquesta sala va canviar la seva denominació des de la de Corral del Príncipe a la de Teatro del Príncipe.
Al segle xviii, l'encara Teatro del Príncipe, comptava amb el seu grup de seguidors que es deien, los Chorizos, en pugna constant amb els Polacos, que preferien l'escenari de la sala de teatre rival Teatro de la Cruz. En aquesta època, Leandro Fernández de Moratín hi va estrenar la seva La comedia nueva. El 1802 aquest teatre es va incendiar i es va reinagurar cinc anys més tard per la reconstrucció que va dirigir Juan de Villanueva.

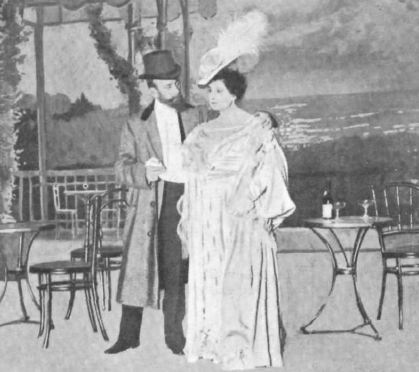
María Guerrero i Fernando Díaz de Mendoza sobre l'escenari del Teatro Español el 1906

Des de 1825, aquest teatre va ser dirigit per l'empresari Juan Grimaldi.
Per Reial Decret de 1849, el Teatro del Príncipe canvià la seva denominació per l'actual de Teatro Español.
, El ministre de Governació, José Luis Sartorius, va petendre crear amb ell, fins a 1851, un un teatro modelo. La nova etapa s'obrí el 8 d'abril de 1849 amb la representació de l'obra teatral Casa con dos puertas mala es de guardar, de Calderón de la Barca, amb Julián Romea (de qui el Teatre Romea de Barcelona pren el nom).
Posteriorment va ser declarat en runes i va reobrir l'any 1895 María Guerrero i el seu pare van finançar les obres i en van obtenir la concessió administrativa. El 1896 s'hi estrenà, en versió en castellà, l'obra Terra Baixa d'Àngel Guimerà.

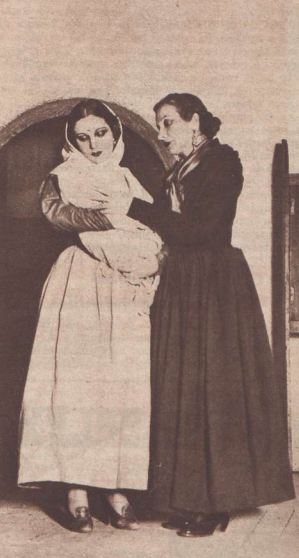
Margarida Xirgu interpretan-hi Yerma de Federico García Lorca el 1934

El 1935, la concessió passa a Ricardo Calvo i Enrique Borrás, per un període d'un any, però es va revocar el març de 1936.
Després de la Guerra Civil Espanyola, el Teatre espanyol va canviar el seu régim jurídic i la seva gestió passà a l'Estat. Després de 10 anys sense interrupció sota la direcció de Cayetano Luca de Tena, el 1954 aquesta passà a José Tamayo, que s'instal·là al Teatre Español amb la seva companyia "Lope de Vega", on estaven integrats actors com Carlos Lemos, Nuria Espert, Adolfo Marsillach o Berta Riaza.
Aquesta sala va haver de ser reconstruïda una altra vegada i va tornar a brir les seves portes el 16 d'abril de 1980. Passà a mans exclusivament municipals el 16 d'octubre de 1981.

## Algunes obres estrenades en el teatre
- Lope de Vega: Belardo el furioso (1584)
- Lope de Vega: Peribáñez y el comendador de Ocaña
- Ramón de la Cruz: El fandango del candil (1767)
- Vicente García de la Huerta: La Raquel (1778)
- Leandro Fernández de Moratín: El viejo y la niña (1790) i La comedia nueva (1792)
- Mariano José de Larra: Macías (1834)
- Duque de Rivas: Don Álvaro o la fuerza del sino (1835)
- Antonio García Gutiérrez: El trovador (1836)
- Juan Eugenio Hartzenbusch: Los amantes de Teruel (1837)
- Manuel Bretón de los Herreros: Marcela o, ¿cuál de los tres? (1837) i Muérete... ¡y verás!
- José Zorrilla: El zapatero y el rey (primera part, 1841)
- Ventura de la Vega: El hombre de mundo (1841)
- Antonio García Gutiérrez: Venganza catalana (1864)
- Benito Pérez Galdós: Doña Perfecta (1876)
- José Echegaray: O locura o santidad (1877)
- Adelardo López de Ayala: Consuelo (1878)
- José Echegaray: El gran Galeoto (1881)
- José Echegaray: El hijo de Don Juan (1892)
- Benito Pérez Galdós: Gerona (1894)
- Benito Pérez Galdós: Voluntad (1895)
- José Echegaray: La calumnia por castigo (1897)
- Benito Pérez Galdós: Electra (1901)
- Benito Pérez Galdós: Alma y vida (1902)
- Jacinto Benavente: La noche del sábado (1903)
- Benito Pérez Galdós: El abuelo (1904)
- Jacinto Benavente: El dragón de fuego (1904)
- Benito Pérez Galdós: Bárbara (1905)
- Jacinto Benavente: Más fuerte que el amor (1906) i La princesa Bebé
- Manuel Linares Rivas: Añoranzas (1906)
- Joaquín i Serafín Álvarez Quintero: El genio alegre (1907)
- Eduard Marquina: Las hijas del Cid (1908)
- Benito Pérez Galdós: Casandra (1910)
- Miguel de Unamuno: La venda (1913)
- Germans Álvarez Quintero: Los leales (1914)
- Eduard Marquina: La danza de la cautiva (1921)
- Federico García Lorca: La zapatera prodigiosa (1930)
- Rafael Alberti': Fermín Galán (1931)
- Antonio i Manuel Machado: La duquesa de Benamejí (1932)
- Miguel de Unamuno: El otro (1932)
- Ramón María del Valle-Inclán: Divinas palabras (1933)
- Alejandro Casona: La sirena varada (1934)
- Federico García Lorca: Yerma (1934)
- Alejandro Casona: Otra vez el diablo (1935)
- Luis Fernández Ardavín: La florista de la Reina (1940)
- Antonio i Manuel Machado: El hombre que murió en la guerra (1941)
- Jacinto Benavente: La honradez de la cerradura (1942)
- Joaquín Calvo Sotelo: La cárcel infinita (1945)
- Antonio Buero Vallejo: Historia de una escalera (1949) i Las palabras en la arena (1949)
- Víctor Ruiz Iriarte: El gran minué (1950)
- Antonio Buero Vallejo: La tejedora de sueños (1952)
- Miguel Mihura: Tres sombreros de copa (1952)
- Joaquín Calvo Sotelo: Cuando llegue el día (1952)
- Antonio Buero Vallejo: Un soñador para un pueblo (1958)
- Antonio Buero Vallejo: Las meninas (1960)
- Fernando Fernán Gómez: Las bicicletas son para el verano (1982)
- Antonio Buero Vallejo: Misión al pueblo desierto (1999)